# Col d'Oderen
De Col d'Oderen is een 884 meter hoge bergpas in de Vogezen.
De col is gelegen in het departement van de Haut-Rhin in de gemeente Cornimont.

## Wielrennen
De Col is in de Ronde van Frankrijk al eenmaal beklommen (tweede maal in 2014). Als eerste boven op de col waren:
- Ronde van Frankrijk 1967:  Joaquim Agostinho
- Ronde van Frankrijk 2014:  Joaquím Rodríguez